# کاستوم

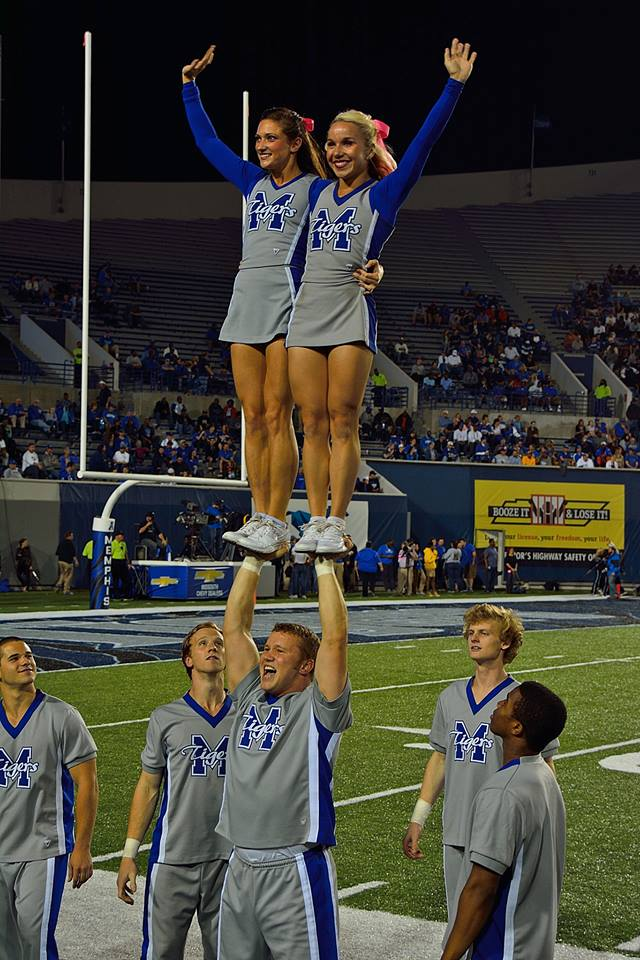
چرلیدرها با کاستوم ویژه خود در ایالات متحده

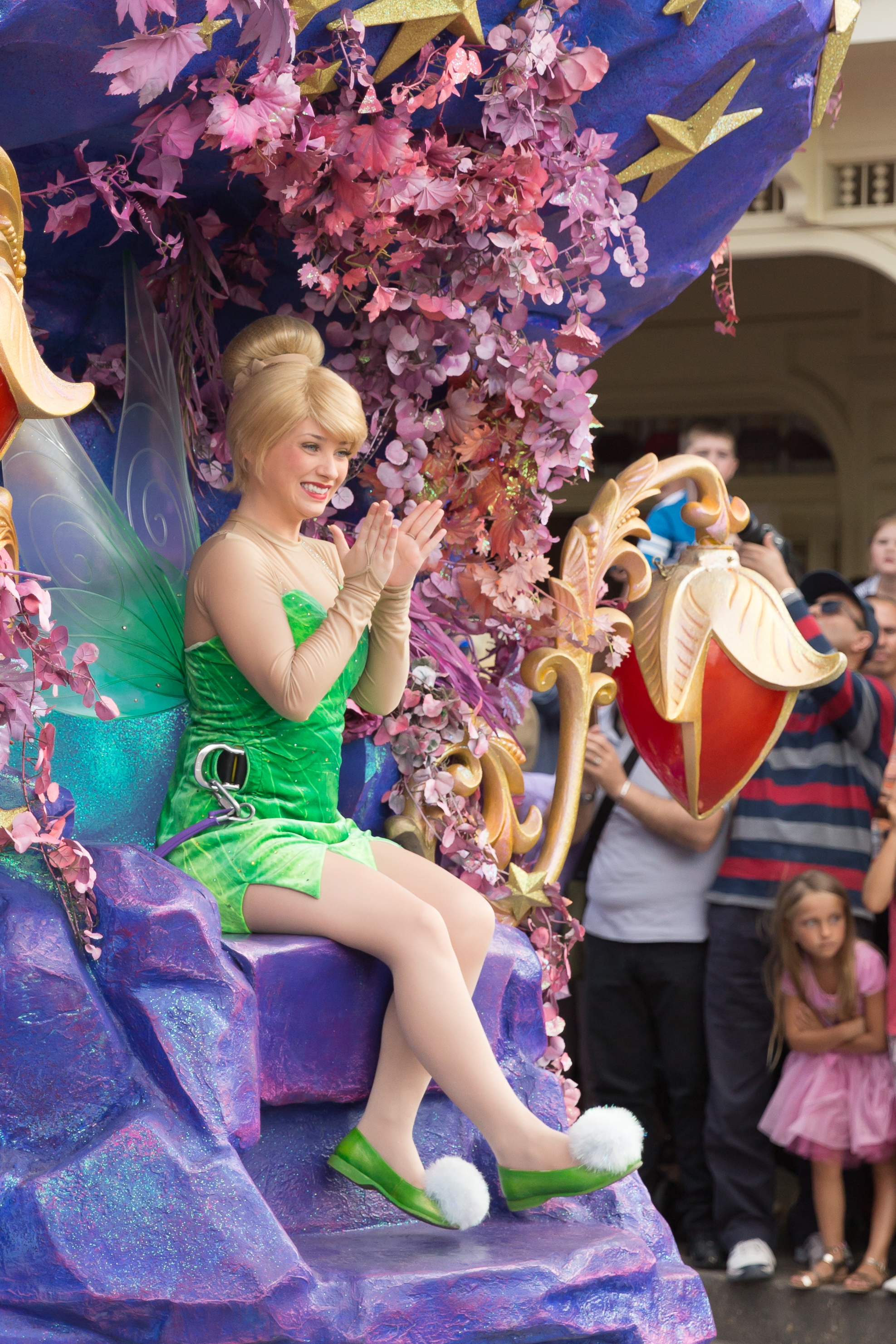
کاستوم شخصیت خیالی تینکربل

کاستوم ( (Costume) سبک متمایز پوشاک یا لوازم آرایشی یک فرد یا گروه است که نشان‌دهنده طبقه، جنسیت، حرفه، قومیت، ملیت، فعالیت یا دورانی است. گاهی نیز نمای فرهنگی مردم دانسته شده‌است.

## واژه‌شناسی
Costume از همان واژه در ایتالیایی گرفته شده‌است که از طریق فرانسوی به ارث رسیده و به معنای مد یا آیین است.

## ملی

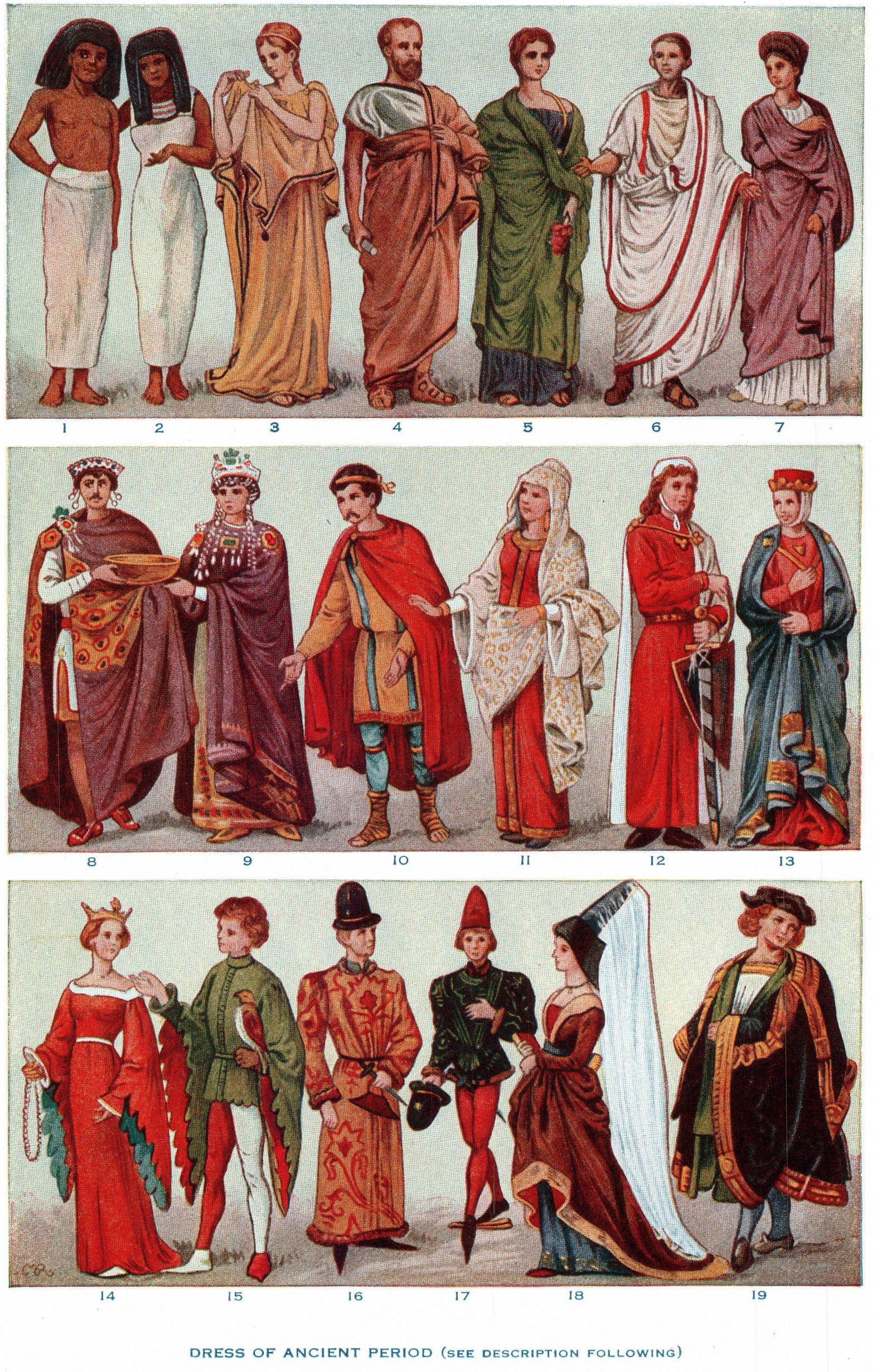
کاستوم ملی

کاستوم یا پوشاک ملی یا پوشاک منطقه‌ای هویت محلی را نمایان می‌کند و بر ویژگی‌های منحصر به فرد یک فرهنگ تأکید می‌کند. آنها اغلب مایه غرور ملی دانسته می‌شوند.

#### پوشاک ملی در ایران
در بین گروه‌های مختلفی از مردمان ایرانی از لباس‌های محلی مختلفی استفاده می‌شود و این گوناگونی درحدی می‌باشد که ممکن است به عنوان مثال یک گروه از مردمان ایرانی خودشان دارای چندین نوع گوناگونی از لباس‌های مخصوص به خویش باشد.

## نمایشی
شماری از کاستوم‌ها همواره در طول تاریخ برای نمایش‌های ملی یا فرهنگی خاصی استفاده می‌شدند.

## صنعتی
کاستوم‌های صنعتی معمولاً توسط شرکت‌های پوشاک طراحی و تولید می‌شوند که می‌توانند لباس‌های منحصربه‌فرد طراحی و خلق کنند. این شرکت‌ها اغلب بیش از صد سال است که در تجارت هستند و به کار با مشتریان فردی برای ایجاد پوشاک حرفه‌ای با کیفیت ادامه می‌دهند.

## کازپلی
کازپلی که کاس‌پلی نیز خوانده می‌شود، به پوشیدن لباس برای همانندی به شخصیت‌های مانگا، انیمه، فیلم، کمیک یا بازی‌های ویدئویی گفته می‌شود.
کازپلی بر دو بخش تقسیم شده‌است؛ کازپلی پایه و کازپلی بالماسکه. در هر دو حالت تلاش بر این است که از دید ظاهری و گونهٔ سخن گفتن همانندی بالایی با شخصیت مورد نظر (تقلید شده) باشد. همه‌ساله در ایالات متحده آمریکا نمایشگاه‌هایی مرتبط با نام کامیکان برگزار می‌شوند. امروزه، با بالا رفتن طرفداران دنیای انیمه، برخی نیز سعی در یافتن روشی برای مانند شدن به شخصیت‌های انیمه‌ای هستند. اما در سوی دیگر، با بالا رفتن سطح کیفیت فیلم‌های دنیای مارول شمار هواداران آن بخش نیز افزایش داشته‌است. در سوی دیگر، کودکان و نوجوانان بسیاری وجود دارند که دنبال راهی برای کازپلی دنیای دیزنی هستند، اما می‌توان بیشتر طرفداران این سبک کازپلی را، دختران (بین سنین ۴–۱۲) خطاب کرد که شیفتهٔ زیبایی و فانتزی بودن پرنسس‌های دیزنی‌اند. در کشورهای بسیاری رویدادهای مربوط به بازی‌های ویدیویی می‌توانند میزبان کازپلی و رویدادهای آن نیز باشند.